# Habronyx coarctatus
Habronyx coarctatus là một loài tò vò trong họ Ichneumonidae.